# Order Doskonałości Alberty

Baretka Orderu Doskonałości Alberty

Order Doskonałości Alberty (ang. Alberta Order of Excellence) – nadawany za zasługi osób cywilnych w kanadyjskiej prowincji Alberta. Ustanowiony w 1979 roku przez gubernatora porucznika Franka C. Lynch-Stauntona. Order ma uhonorować teraźniejszych lub byłych mieszkańców Alberty za wielkie osiągnięcia. Rocznie może być odznaczone tylko 10 osób.
Ceremonia dekoracji Orderem Doskonałości Alberty odbywa się w Edmonton, gdzie nowi odznaczeni otrzymują insygnia orderu.
Baretka ma pionowe paski w kolorze niebieskim, bordowym, białym i złotym.